# Turn- und Sportverein Fortuna Sachsenross von 1891 e.V.
Turn- und Sportverein Fortuna Sachsenross Hannover von 1891 e.V. é uma agremiação esportiva alemã, fundada em 1891, sediada em Hanôver.
Além do futebol, a associação também possui um departamento de petanca, um esporte similar à bocha.

## História
O Turnerbund Sachsenroß von 1891 foi fundado em um subúrbio de Hannover em 1891. O Arbeitersportverein List von 1893 foi criado dois anos mais tarde. Outro ancestral do clube, o Freie Turnerschaft Hannover, Abtlg. Buchholz, foi o pioneiro a oferecer o futebol, mas esse departamento deixou a associação, em 1923, para formar um time de futebol independente, que tomou a denominação de OSV Hannover.
Em 1924, o futebol do List, agora renomeado, Freie Turnerschaft Hannover, Abtlg. List, também formou um clube independente chamado Freie Sportvereinigung Wacker. Muitos membros do Wacker se juntaram ao clube desportivo da distribuição de água local e, em 1933, o clube finalmente passou a se chamar Fortuna von 1933.
Após a guerra, setenta e quatro ex-membros do Wacker, Fortuna, e Buchholz fundaram o TSV Fortuna von 1946. Quando as autoridades locais se mudaram de suas antigas residências em Turnerbund Sachsenroß para Clausewitzstraße, Wietzegraben Fortuna e Sachsenroß tornaram-se vizinhos. A cidade também queria apoiar o esporte local e, assim, foi prevista a construção de instalações maiores para a prática do esporte. Um pré-requisito era que Sachsenross e Fortuna se fundissem para formar um clube comum. Assim, em 1971, TSV Fortuna/Sachsenroß von 1891 e.V. foi oficialmente fundado. O clube mantem ainda um time de futebol feminino.

## Fonte
- Grüne, Hardy (2001). Vereinslexikon. Kassel: AGON Sportverlag ISBN 3-89784-147-9